# عقرب (شهر)
عقرب هو الشهر الثامن في التقويم الهجري الشمسي ويتكوّن من 30 يوما. يسمى آبان في تقويم إيران الحالي. يبدأ عقرب (في علم التنجيم) عندما تكون الشمس في برج العقرب فلكيا.
شهر العقرب يوافق: من 23 أكتوبر إلى 21 نوفمبر الميلادي غالباً.